# Emmanuel Rival
Pour les articles homonymes, voir Rival.
Emmanuel Rival est un footballeur professionnel né le 15 février 1971 à Nantes. 
Il joue essentiellement en tant que milieu de terrain, disputant 137 matches en Ligue 1 et 147 en Ligue 2.

## Biographie
Formé à l'INF Vichy, Emmanuel Rival signe en 1990 au SM Caen, où il fait ses débuts un an plus tard. 
En février 2002, il est candidat au BEES 1er degré, mais ne l'obtient pas.
En 2003, il intègre l'équipe technique du SM Caen et devient l'entraineur des moins de 18 ans. Il s'occupe ensuite de deux clubs de Division d'Honneur, Perpignan et le FC Le Mans. En 2006, il signe à l'AS Cannes comme entraineur des moins de 18 ans nationaux. Il y est toujours en poste en 2014.

## Clubs successifs
| Saison                | Club                  | Championnat           | Championnat | Championnat | Coupe(s) nationale(s) | Coupe(s) nationale(s) | Total | Total |
| Saison                | Club                  | Division              | M.          | B.          | M.                    | B.                    | M.    | B.    |
| 1991-1992             | SM Caen               | D1                    | 10          | 0           | 4                     | 0                     | 14    | 0     |
| 1992-1993             | SM Caen               | D1                    | 23          | 0           | 1                     | 0                     | 24    | 0     |
| 1993-1994             | SM Caen               | D1                    | 29          | 0           | 0                     | 0                     | 29    | 0     |
| 1994-1995             | SM Caen               | D1                    | 26          | 0           | 1                     | 1                     | 27    | 1     |
| 1995-1996             | SM Caen               | D2                    | 35          | 2           | 6                     | 1                     | 41    | 3     |
| 1996-1997             | SM Caen               | D1                    | 19          | 2           | 5                     | 0                     | 24    | 2     |
| 1997-1998             | SM Caen               | D2                    | 35          | 0           | 5                     | 0                     | 40    | 0     |
| 1998-1999             | ES Troyes AC          | D2                    | 34          | 1           | 8                     | 0                     | 42    | 1     |
| 1999-2000             | ES Troyes AC          | D1                    | 30          | 0           | 3                     | 0                     | 33    | 0     |
| 2000-2001             | Nîmes Olympique       | D2                    | 19          | 0           | 0                     | 0                     | 19    | 0     |
| 2001-2002             | Nîmes Olympique       | D2                    | 24          | 1           | 3                     | 0                     | 27    | 1     |
| Total sur la carrière | Total sur la carrière | Total sur la carrière | 284         | 6           | 36                    | 2                     | 320   | 8     |

## Palmarès
- 1995-1996 : Champion de Division 2 avec le SM Caen